# Back Up Against the Wall
| Recensione              | Giudizio |
| ----------------------- | -------- |
| AllMusic                |          |
| Robert Christgau        | C+       |
| Dizionario del Pop-Rock |          |

Back Up Against the Wall è il secondo album del gruppo musicale statunitense Atlanta Rhythm Section, pubblicato dalle etichette discografiche Decca e MCA nel febbraio del 1973.
L'album è prodotto da Buddy Buie, che cura gli arrangiamenti insieme allo stesso gruppo.
Cambiamento nell'organico della band, Rodney Justo viene sostituito da Ronnie Hammond.

## Tracce

### LP
Lato A
1. Wrong – 2:39 (Buddy Buie, J. R. Cobb)
2. Cold Turkey, Tenn. – 3:12 (Robert Nix)
3. Will I Live On? – 2:46 (Robert Nix, Dean Daughtry)
4. A Livin' Lovin' Wreck – 3:03 (Otis Blackwell)
5. Superman – 3:20 (Randall Bramblett)

Lato B
1. What You Gonna Do About It? – 2:54 (Buddy Buie, Ronnie Hammond)
2. Conversation – 3:23 (Buddy Buie, J. R. Cobb)
3. Redneck – 3:43 (Joe South)
4. Make Me Believe It – 3:12 (Buddy Buie, Ronnie Hammond, Robert Nix)
5. Back Up Against the Wall – 3:17 (Buddy Buie, J. R. Cobb)
6. It Must Be Love – 4:00 (Robert Nix, J. R. Cobb, Dean Daughtry)

## Musicisti
Wrong
- Ronnie Hammond – voce
- Barry Bailey – chitarra solista
- J. R. Cobb – chitarra acustica
- Dean Daughtry – pianoforte
- Paul Goddard – basso
- Robert Nix – batteria

Cold Turkey, Tenn.
- Ronnie Hammond – voce
- Barry Bailey – chitarra solista
- J. R. Cobb – chitarra elettrica ritmica, chitarra slide
- Billy Lee Riley – armonica
- Dean Daughtry – pianoforte
- Paul Goddard – basso
- Robert Nix – batteria

Will I Live On?
- Ronnie Hammond – voce
- Barry Bailey – chitarra solista
- J. R. Cobb – chitarra elettrica ritmica
- Dean Daughtry – pianoforte
- Paul Goddard – basso
- Robert Nix – batteria

A Livin' Lovin' Wreck
- Ronnie Hammond – voce
- Barry Bailey – chitarra solista
- J. R. Cobb – chitarra elettrica ritmica
- Dean Daughtry – pianoforte
- Paul Goddard – basso
- Robert Nix – batteria

Superman
- Ronnie Hammond – voce
- Barry Bailey – chitarra solista
- J. R. Cobb – chitarra elettrica ritmica
- Randall Bramblett – pianoforte
- Paul Goddard – basso
- Robert Nix – batteria

What You Gonna Do About It?
- Ronnie Hammond – voce
- Barry Bailey – chitarra solista
- J. R. Cobb – chitarra elettrica ritmica, chitarra acustica ritmica
- Dean Daughtry – pianoforte, organo
- Paul Goddard – basso
- Robert Nix – batteria

Conversation
- Ronnie Hammond – voce
- Barry Bailey – chitarra solista
- J. R. Cobb – chitarra elettrica ritmica
- Dean Daughtry – pianoforte, organo
- Paul Goddard – basso
- Robert Nix – batteria

Redneck
- Ronnie Hammond – voce
- Barry Bailey – chitarra solista
- J. R. Cobb – chitarra elettrica ritmica
- Dean Daughtry – pianoforte
- Billy Lee Riley – armonica
- Dean Daughtry – pianoforte
- Paul Goddard – basso
- Robert Nix – batteria

Make Me Believe It
- Ronnie Hammond – pianoforte, voce
- Barry Bailey – chitarra solista
- J. R. Cobb – chitarra elettrica ritmica
- Al Kooper – sintetizzatore ARP
- Paul Goddard – basso
- Robert Nix – batteria

Back Up Against the Wall
- Ronnie Hammond – voce
- Barry Bailey – chitarra solista
- J. R. Cobb – chitarra elettrica ritmica
- Dean Daughtry – pianoforte
- Paul Goddard – basso
- Robert Nix – batteria

It Must Be Love
- Ronnie Hammond – voce
- Barry Bailey – chitarra solista
- J. R. Cobb – chitarra elettrica ritmica, chitarra slide
- Dean Daughtry – pianoforte, pianoforte elettrico
- Paul Goddard – basso
- Robert Nix – batteria

Note aggiuntive
- Buddy Buie – produttore
- Registrazioni effettuate allo "Studio One" di Atlanta, Georgia (Stati Uniti)
- Tutti gli arrangiamenti sono a cura degli "Atlanta Rhythm Section" e Buddy Buie
- Rodney Mills e Bob Langford – ingegneri delle registrazioni
- Mike McCarty – illustrazione e design copertina album originale [5]